# Фролов, Георгий Васильевич
Георгий Васильевич Фролов (21 ноября 1925, Медунецкое, Ефремовский район — 2 октября 2022, Саратов) — участник Великой Отечественной войны, общественный и хозяйственный деятель Советского Союза и Российской Федерации, почётный гражданин Саратовской области (2009), бессменный редактор «Книги Памяти Саратовской области».

## Биография
Георгий Фролов родился 21 ноября 1925 в деревне Медунецкое Ефремовского района Тульской губернии в многодетной крестьянской русской семье. Завершив обучение в семи классах сельской школы, в октябре 1942 года, в возрасте шестнадцати лет, был призван на фронт добровольцем. Сначала был отправлен в Казань, где прошёл обучение в Житомирском пехотном училище. С июня 1943 года находился на фронтах Великой Отечественной войны. Участвовал в битве на Курской дуге. Воевал в составе 32-го гвардейского стрелкового полка 12-й гвардейской стрелковой дивизии. 13 июля 1943 года получил ранение. Второй раз был ранен в бою 29 сентября 1943 года при форсировании Днепра. Был направлен в госпиталь села Сибири Черниговской области, здесь находился до 15 января 1944 года. Завершил обучение на курсах младших лейтенантов 61-й армии. 16 апреля 1944 года был назначен командиром взвода разведки 292 отдельной разведроты 212 стрелковой дивизии, а после ранения стал исполнять обязанности командира разведвзвода 669 стрелкового полка 212 стрелковой дивизии. В конце декабря 1944 года участвовал в разведывательной операции, в результате которой в новогоднюю ночь 1945 года была захвачена группа немецких офицеров. За этот подвиг Георгий Фролов был удостоен ордена Богдана Хмельницкого III степени. Войну завершил в Берлине.
После окончания войны, в августе 1947 года, Фролов стал обучаться в вечерней школы № 14 при Доме офицеров города Саратова. Позже успешно сдал экзамены на поступление в Саратовский университет на исторический факультет. Дипломную работу защитил на тему о Красной армии. Обучался в Военно-политической академии имени Ленина.
В 1982 году Георгий Фролов уволился из рядов Советской армии в звании полковника.
Работал проректором Саратовского педагогического института, позже трудился управляющим в областном Совете профсоюзов.
Более 30 лет Фролов являлся руководителем Саратовской региональной организации Общероссийской общественной организации ветеранов «Российский Союз Ветеранов».
С 1992 года являлся бессменным редактором областной «Книги Памяти», первый том которой вышел в свет в 1994 году.
26 декабря 2009 года, во время презентации 26-го тома «Книги памяти», губернатор региона Павел Ипатов вручил Георгию Фролову регалии «Почётного гражданина Саратовской области».
В декабре 2013 года председатель регионального отделения партии «Российского общенародного союза» Павел Галактионов в своей авторской статье поставил под сомнение боевые заслуги ветерана Великой Отечественной войны Георгия Фролова. Фролов обратился в Октябрьский народный суд города Саратова с исковым требованием к Павлу Галактионову о защите чести, достоинства и деловой репутации, опровержении сведений и компенсации морального вреда. На основании справки, представленной в суд военным комиссаром Саратовской области Николаем Шебановым, в феврале 2014 года суд частично удовлетворил требования Георгия Фролова, обязав Галактионова опубликовать опровержение сведений, представленных им в статье «Является ли Фролов свадебным полковником?». Тем не менее в 2015 году к расследованию подключился саратовский журналист Александр Крутов. Многие известные люди города и региона встали на защиту чести и достоинства ветерана, почётного жителя области, а Первый заместитель руководителя фракции «Единая Россия» в Государственной думе Франц Клинцевич «пообещал привлечь „всю правоохранительную систему страны“ для защиты полковника Фролова».

## Награды
За боевые и трудовые успехи удостоен:
- Орден Дружбы (1 апреля 1995 года) — за многолетнюю плодотворную работу по патриотическому воспитанию молодёжи, социальной защите ветеранов и укреплению дружбы между народами[13][14];
- Орден Красного Знамени;
- два ордена Отечественной войны I степени;
- Орден Красной Звезды[8];
- Орден Богдана Хмельницкого III степени;
- Орден «Знак Почёта»;
- Медаль «За боевые заслуги»;
- Медаль «За взятие Берлина»;
- Медаль «За победу над Германией в Великой Отечественной войне 1941—1945 гг.»;
- Медаль ордена «За заслуги перед Отечеством» II степени (2021)[15];
- другие медали СССР и России;
- Почётный знак Губернатора Саратовской области;
- Знак губернатора Саратовской области «За усердие»;
- Почётный гражданин Саратовской области (26 декабря 2009).